# Beginenhofkirche Tongern

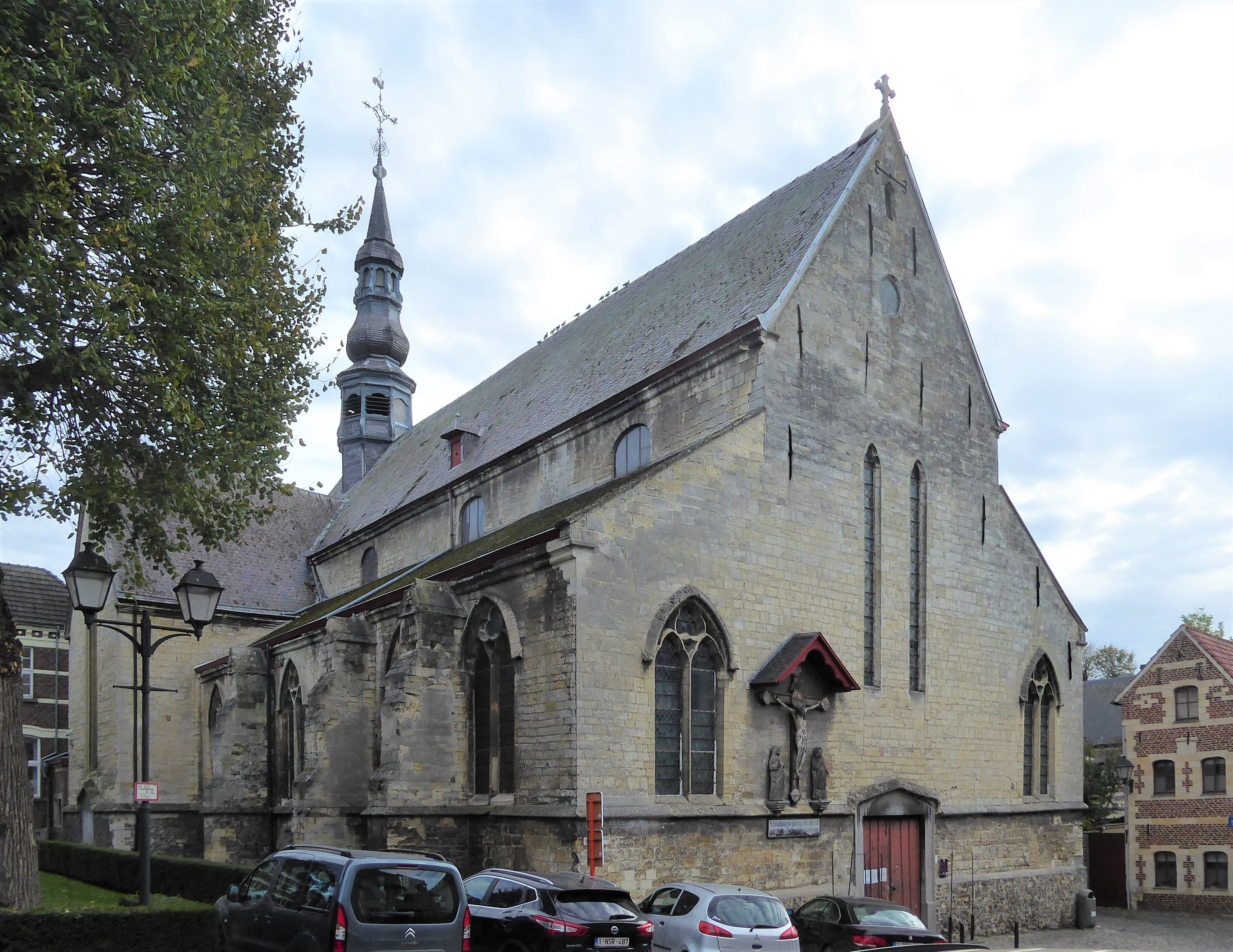
Beginenhofkirche Sint-Catharina

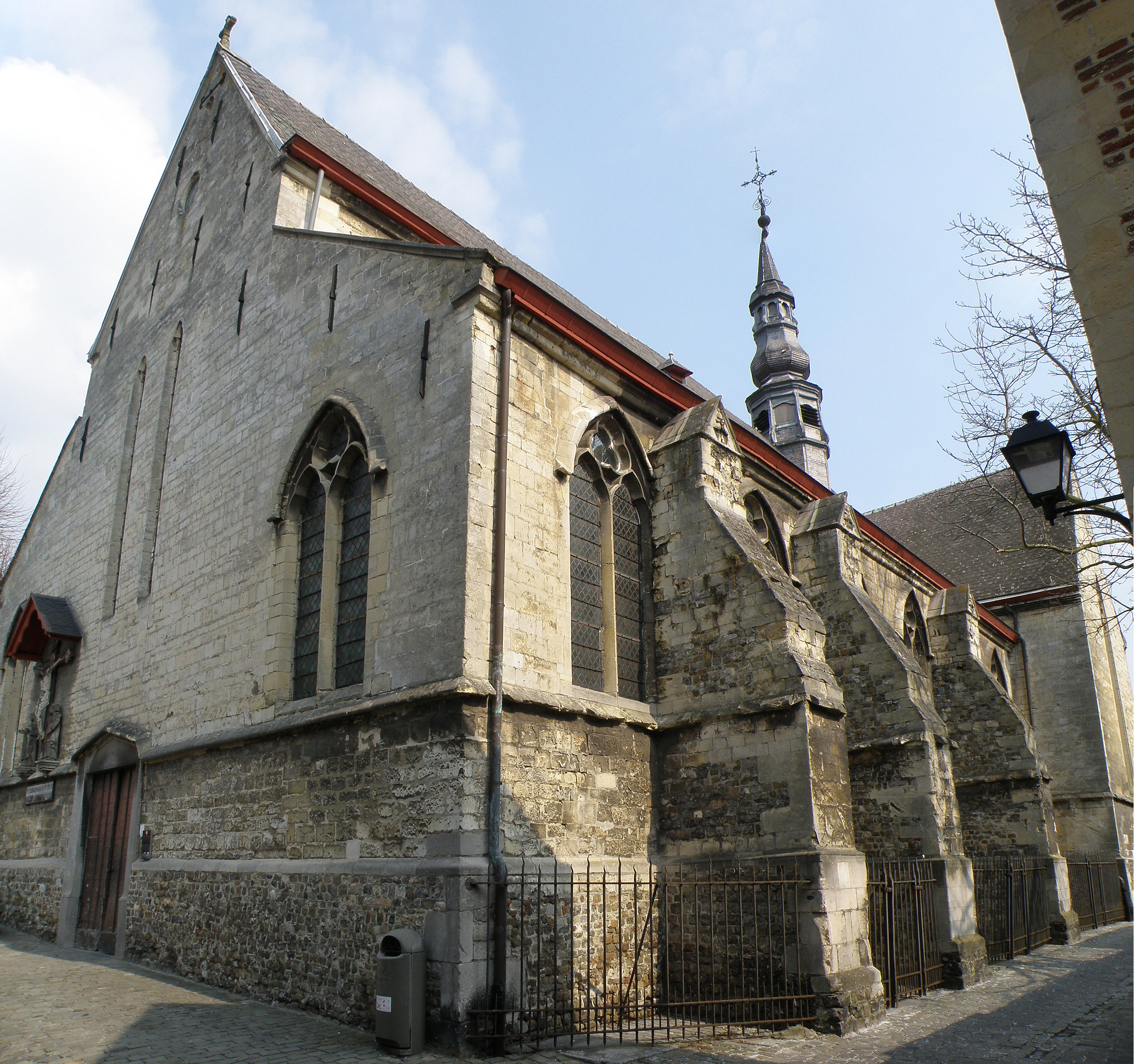
Südwestansicht

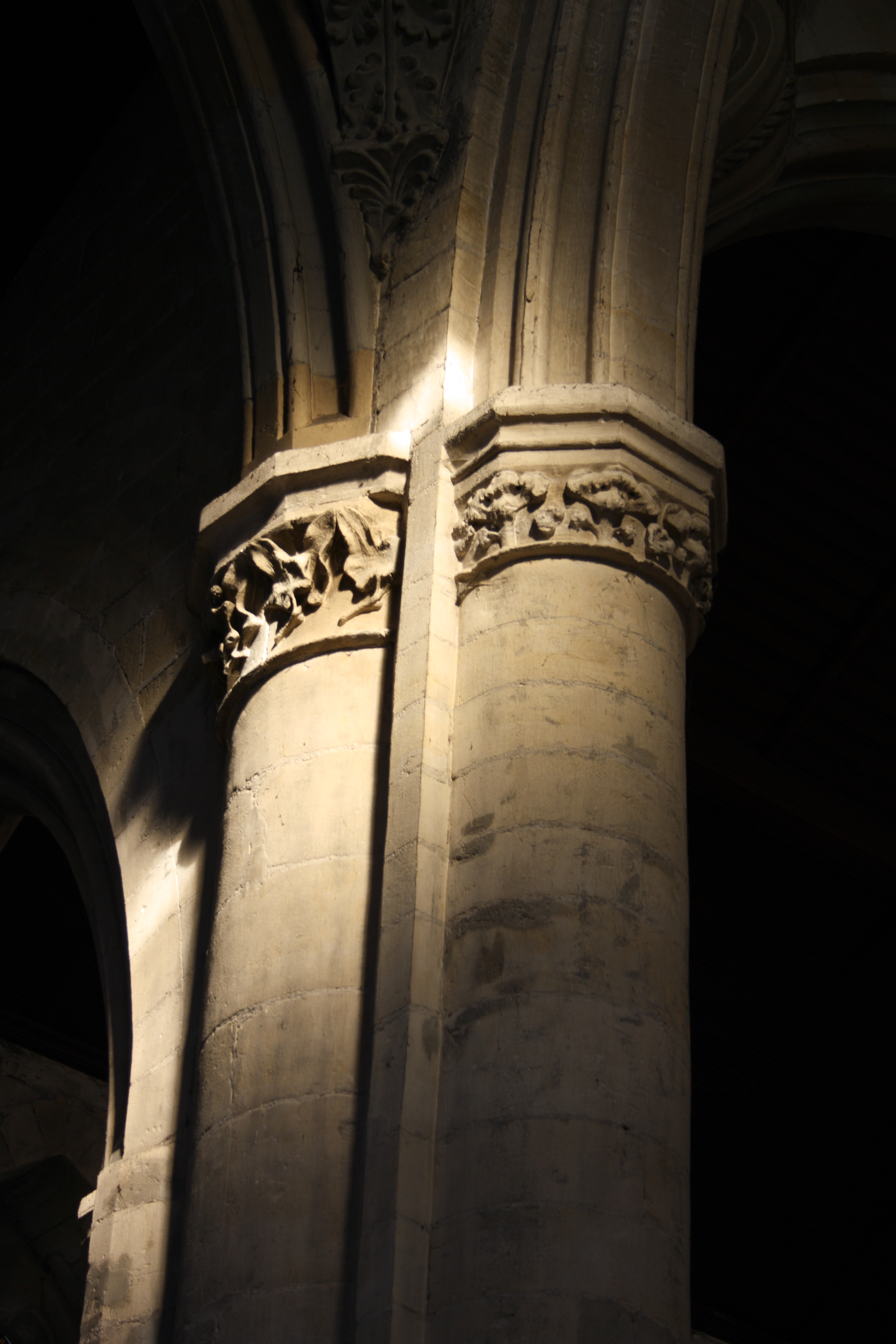
Pfeiler im Innern

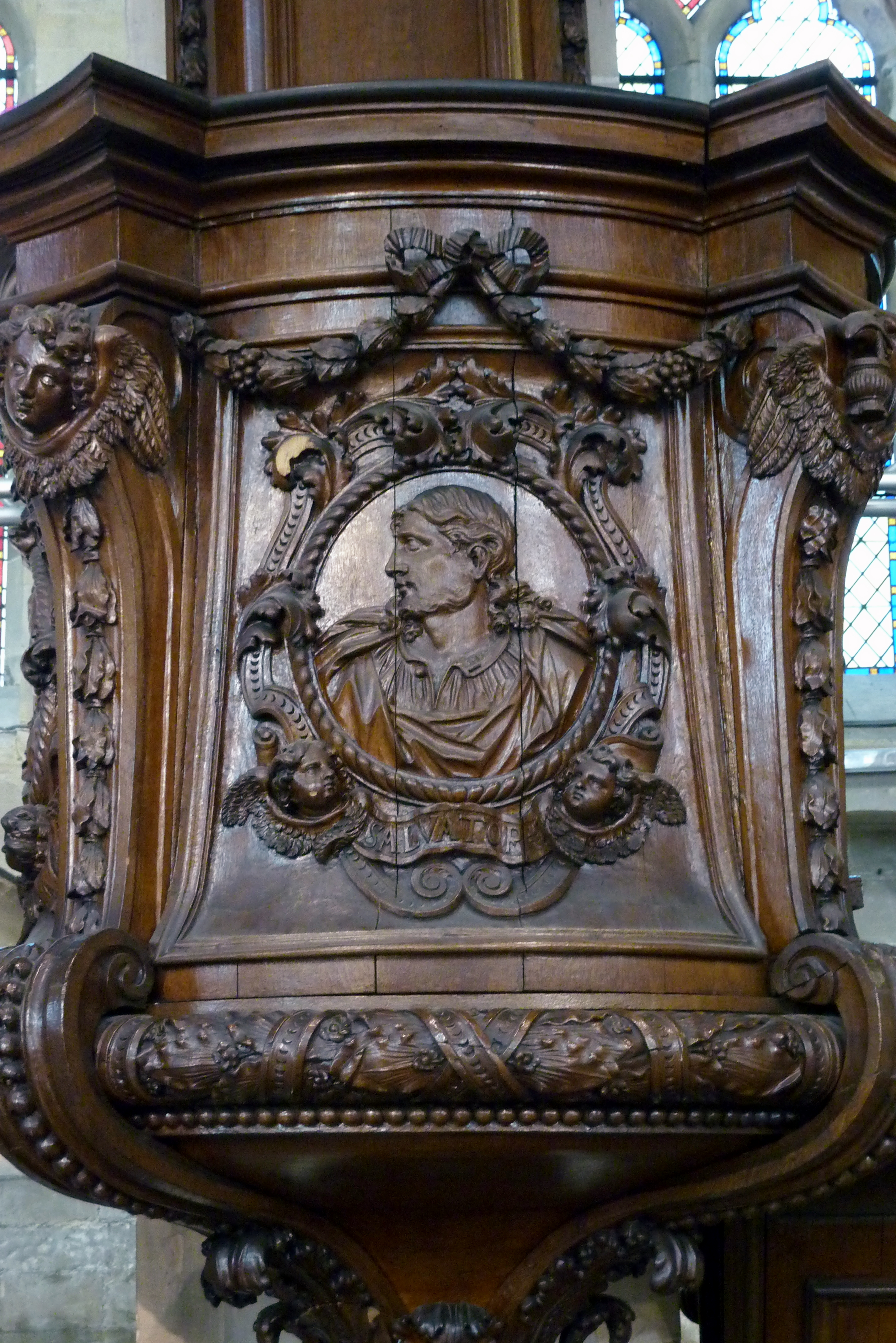
Kanzel

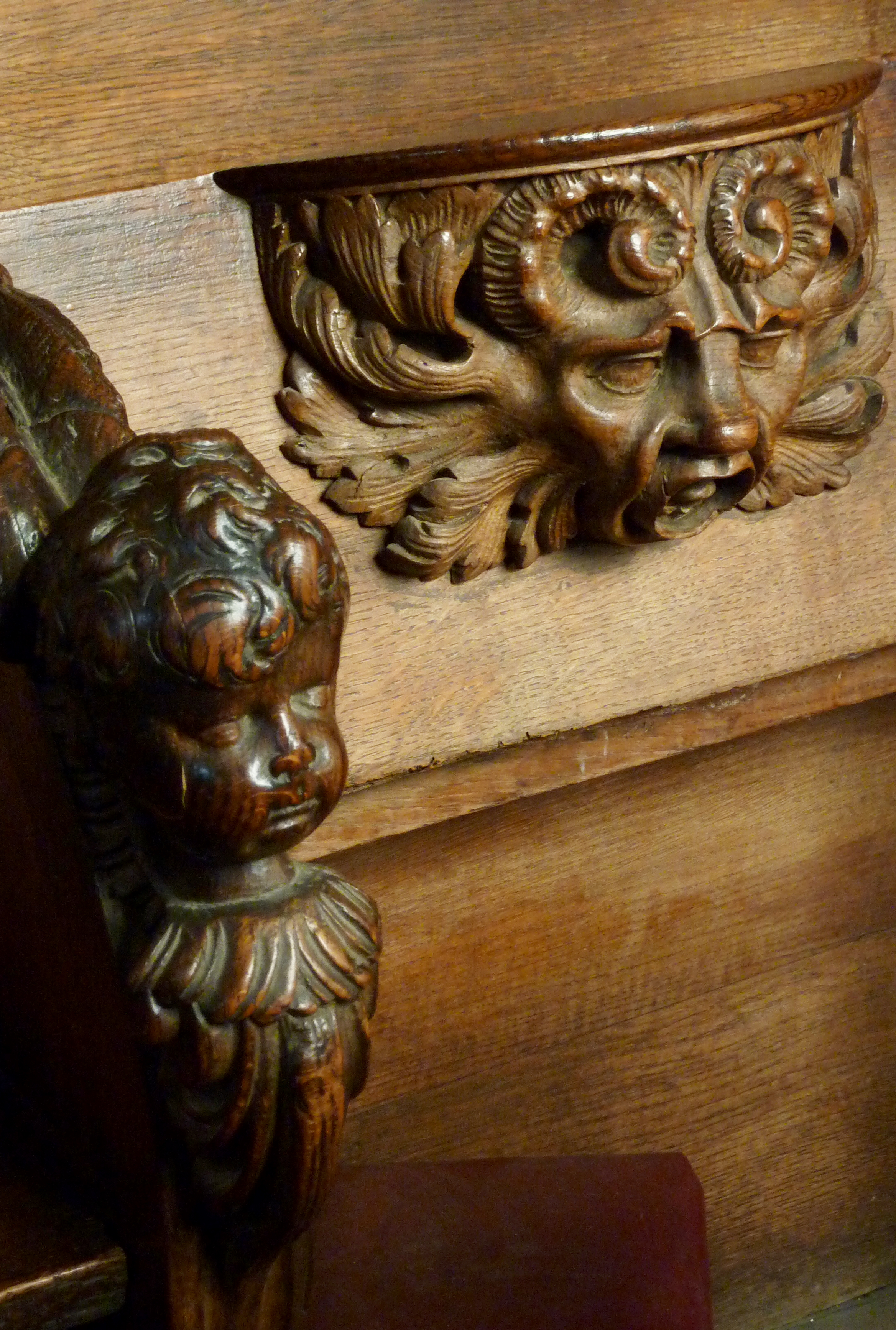
Chorgestühl

Die Beginenhofkirche, auch St.-Katharinen-Kirche (niederländisch Sint-Catharinakerk), ist ein ehemaliges Kirchengebäude in der belgischen Stadt Tongern in der Provinz Limburg. Die Kirche ist umgeben von der Brouwersstraat, der Sint-Catharinastraat und der Sint-Rosastraat. Die Beginenhofkirche ist zentral im Beginenhof von Tongern gelegen und steht unter Denkmalschutz.

## Beschreibung
Das basilikale Bauwerk besteht aus einem sechsjochigen Kirchenschiff mit drei Schiffen, einem einjochigen Chor mit geradem Schluss, einem mit Schiefer gedeckten Satteldach und einem Turm mit Haube und Laterne über der Vierung. Je eine Sakristei befindet sich auf der Nord- und der Südseite der Kirche. Das Kirchenschiff und der Chor sind die ältesten Teile der Kirche; diese frühgotischen Teile sind aus Feuerstein gebaut. Die Seitenschiffe aus Mergelstein mit Hartsteinverblendung wurden Mitte des 14. Jahrhunderts hinzugefügt. Im 15., 18. und 20. Jahrhundert wurden Erweiterungen und Umbauten vorgenommen.
Das rechteckige Portal befindet sich auf der Westseite, über dem Portal ist ein kleines Vordach aus Werkstein. Die Westfassade besteht ebenfalls aus zwei langen, schmalen, dreibahnigen Fenstern in der Mitte über dem Portal, einem Oculus und zwei dreibahnigen Fenstern auf beiden Seiten des Portals. Auf der linken Seite des Portals befindet sich unter einer Holznische eine Christusstatue. Das Fenster an der Ostseite der Kirche wurde vermauert, jedoch sind oben noch zwei Oculi zu sehen. Die Sakristei auf der Südseite befindet sich an der Sint-Rosastraat; dieses kleine Gebäude ist im neugotischen Stil erbaut. Die Sakristei an der Nordseite wurde direkt neben dem Chor gebaut. Nur ein kleiner Teil der Sakristei ist noch von der Straße aus sichtbar, da das Minderbroedersklooster an die Sakristei angebaut wurde.
Als Teil des Beginenhofs Tongern steht das Gebäude seit 1998 auf der UNESCO-Welterbeliste.

## Ausstattung

### Gemälde
Zur Ausstattung gehören die folgenden Gemälde 
- auf Leinwand mit der Darstellung des Martyriums der Heiligen Katharina (Ende des 17. Jahrhunderts);
- auf Holz mit der Darstellung der Heiligen Rosa von Lima (18. Jahrhundert?);
- auf Leinwand mit der Darstellung des Heiligen Erasmus (erste Hälfte des 18. Jahrhunderts?);
- auf Leinwand mit der Darstellung des Auferstandenen Christus (17. Jahrhundert);
- auf Leinwand mit der Darstellung der Himmelfahrt Mariens (17. Jahrhundert).

### Bildwerke
Folgende hölzerne, farbig bemalte Bildhauerarbeiten sind zu erwähnen:
- Statue der Heiligen Katharina (17. Jahrhundert);
- Büste der Heiligen Katharina (17. Jahrhundert);
- Statue des Heiligen Blasius (17. Jahrhundert);
- Statue des Heiligen Donatus (17. Jahrhundert);
- Prozessionsmadonna (17. Jahrhundert);
- Katharinenstatue (17. Jahrhundert);
- Statue Christus in der Rast, polychromiertes Holz (15. Jahrhundert);
- Madonnenstatue (15. Jahrhundert);
- Kalvarienberggruppe (15. Jahrhundert);
- Büste der Heiligen Begga, Statue des Heiligen Rochus.

### Weitere Ausstattung
Fünf barocke Altäre stammen aus dem 17. Jahrhundert. Das Chorgestühl ist datiert auf das Jahr 1655; die Kanzel aus Eichenholz von R. Verbrugh ist im Louis-quatorze-Stil (1711) gestaltet; ein barocker Beichtstuhl (1675) und zwei klassizistische Beichtstühle (18. Jahrhundert). Eine Wandmalerei stellt die Wurzel Jesse dar (1450, restauriert Anfang des 20. Jahrhunderts). Ein Farbglasfenster stammt aus dem Jahr 1721. Ein kupfernes Chorpult und Osterkerze stammen aus dem Jahr 1605, die Sakristeitüren im Louis-seize-Stil aus dem letzten Viertel des 18. Jahrhunderts. Der ehemalige Lettner, jetzt umgebaut zu Altar- und Chorpult ist im Louis-quatorze-Stil (Ende 17.-Anfang 18. Jahrhundert).
Die Orgel ist ein Werk von Emile Verschueren aus dem Jahr 1957 mit 17 Registern auf zwei Manualen und Pedal.

### Grabdenkmale
Mehrere Grabsteine mit persönlichen Darstellungen sind erhalten: im südlichen Seitenschiff der des Priesters Joannes de Miskem, gotisch (vor 1350); zwei Beginen, spätgotisch (Ende 15./Anfang 16. Jahrhundert); ein Priester, Frührenaissance (zweite Hälfte des 16. Jahrhunderts). Im Mittelschiff die von Lambert Gilkens, gotisch (1549). Außen, an der Nordwand: Grabsteine von N.N. Dunbiers (1483), Catharina van Soens (15. Jahrhundert), Christina van Soens (1534) und Gertrudis van Houtem (1538), spätgotisch; Grabstein von Pascasius Tits (1564) und seinen beiden Söhnen.